# Gruppo Lozzi
Gruppo Lozzi - Editori dal 1935 è un gruppo editoriale italiano che riunisce otto case editrici: Archeolibri, Edizioni Cartografiche Lozzi, Iter Edizioni, Frommer's, Lozzi Publishing, Lozzi Roma, Millennium e l'Ortensia Rossa.

## La storia
L'attività della casa editrice è iniziata nel 1935 quando Romolo Lozzi rilevò la Tipografia Editrice Poliglotta di via della Frezza (Roma), che fin dal 1880 aveva pubblicato testi di carattere storico-artistico. Spiccava fra questi la guida di Roma La Città Eterna, di Enrico Venturini, che venne tradotta e commercializzata in inglese, francese, tedesco e spagnolo e diventò l'opera principale della nuova impresa. Nel 1949 pubblicò invece Lo stradario di Roma, una delle prime guide di questo genere che, prima dell'introduzione dei moderni navigatori satellitari, erano molto utili per pianificare i propri spostamenti nella città.
Nel 1984 la casa editrice si trasformò in Editrice Lozzi di Paolo e Vittorio Lozzi, continuando la pubblicazione della guida La Città Eterna, continuamente aggiornata. Con la fondazione di altre case editrici l'attività del gruppo si differenziò e si estese a tutta italia.
Il comune di Roma dedicò nel 2009 una strada all'editore Romolo Lozzi, situata nei pressi delle vie Giovanni Laterza, Alberto Tallone e Giovanni Battista Paravia.

## Le case editrici

### Archeolibri
Editore specializzato in guide archeologiche caratterizzate dalla sovrapposizione grafica mediante cartoncini traforati e sagomati di ricostruzioni dei monumenti antichi visti nel loro stato originario e nella loro condizione attuale. In genere queste guide sono accompagnate da un DVD.

### Edizioni Cartografiche Lozzi
Il principale settore di attività della casa editrice è la pubblicazione di cartine plastificate delle maggiori città italiane.

### Frommer's
Il gruppo Lozzi traduce e pubblica sul mercato italiano le guide turistiche Frommer's dedicate a città europee ed extra-europee.

### Iter Edizioni

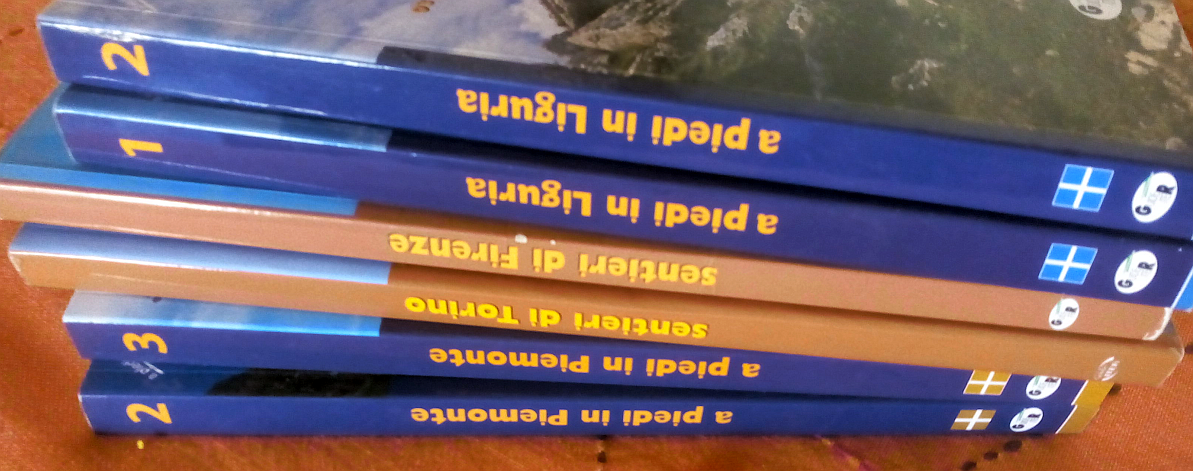
Alcuni libri di Iter Edizioni

Iter Edizioni è una casa editrice con sede a Subiaco, specializzata nei settori del turistmo, dell'escursionismo, della musicologia e in quello cartografico.
La storia
Fu fondata nel 1972 da Sira Lozzi, che proseguì l'opera avviata dal padre, Romolo Lozzi.
Nei primi anni di attività la casa editrice Iter si concentrò sulla produzione cartografica, arrivando a creare una collana completa di cartine stradali e turistiche di tutta Italia commissionate da alcune istituzioni e aziende. Fra le sue principali collaborazioni si contano la Regione Lazio, la Provincia di Roma, l'Enel, il Comune di Roma, l'Agenzia Regionale Parchi del Lazio, la Regione Piemonte, il Vescovado di Anagni, la Hertz, l'Avis Autonoleggi, la Camera di Commercio di Roma, Legambiente.
Nel 1983, vista la scarsezza di proposte editoriali a fronte di una crescente domanda del pubblico, decise di fare il suo ingresso nel settore delle guide turistiche ed escursionistiche, ideando la serie “A piedi in Italia”. In questo modo, si pose come alternativa al Touring Club Italiano nel tentativo di diffondere fra la popolazione la cultura delle vacanze ecologiche.
Nel settembre 2008 la casa editrice, per celebrare il 25º anniversario della pubblicazione di A piedi nel Lazio (che nelle sue successive tre edizioni ha venduto più di 100 000 copie) ha pubblicato un cofanetto che riunisce i tre volumi dell'opera ed ha organizzato un convegno tenutosi nei pressi di Subiaco, seguito da una analoga iniziativa tenutasi a Roma a distanza di pochi giorni.
L'attualità
Iter edizioni è stata tra le prime case editrici italiane a sperimentare la commercializzazione di e-book nel campo delle attività all'aria aperta. Fin dal 2009 la guida Roma antica, tra le prime nel catalogo dell'editore, è infatti disponibile come applicazione per iPhone.

Le collane
Le principali collane pubblicate da Iter Edizioni sono:
- A piedi in Italia
- Agriturismo
- Sentieri e natura
- Montagne e parchi
- Avventure fuori città
- Mappe e atlanti stradali

Oltre a quelle comprese nelle collane sopra elencate Iter pubblica anche opere singole, tra le quali alcuni saggi storici o artistici. Produce inoltre Fogli volanti, una serie legata ai temi dell'etnomusicologia e alla storia delle musica, che propone la traduzione in italiano di vari approfondimenti specialistici, a volte vincitori di premi internazionali quali ad esempio il Wallace Berry Award (conferito dalla Society for Music Theory) e l'Ascap-Deems Taylor Award.

### Lozzi Publishing
Pubblica principalmente opere di narrativa, stradari cittadini e guide in varie lingue dedicate a varie città italiane.

### Lozzi Roma
Lozzi Roma è una casa editrice specializzata nel settore turistico.
Fondata nel 1996, cura la pubblicazione di numerose guide artistico-turistiche.

### L'Ortensia Rossa
Anche l'Ortensia Rossa ha come specializzazione principale l'editoria turistica, con una particolare attenzione al turismo di prossimità. Pubblica guide e libri su viaggi e vacanze, dedicati in particolare cosiddetto turismo senza valigia, ovvero con l'obiettivo di far conoscere a chi lo abita il proprio territorio.,
Le collane
- Guida dei campeggi e villaggi: pubblicata per la prima volta nel 1982, la guida a raggiunto nel 2014 la sua trentunesima edizione e si occupa della ricettività open air in Italia, Corsica e Istria, segnalando in particolare quelle strutture turistiche che garantiscono un'accoglienza adeguata ai disabili.
- Guide sul benessere: sono guide che propongono itinerari fra i centri benessere e gli stabilimenti termali italiani, descrivendo inoltre tecniche, terapie, trattamenti e diete per mantenersi in forma.
- Feste, sagre e mercatini: si tratta di una collana dedicata alle antiche tradizioni italiane (rievocazioni storiche, feste popolari, ricorrenze religiose, sagre enogastronomiche e quant'altro). Sono già uscite: Emilia-Romagna, Lazio, Lombardia, Piemonte, Toscana, Trentino-Alto Adige, Abruzzo, Campania, Marche, Umbria.
- Guide di enogastronomia regionale, dedicate a ricette della cucina regionale, prodotti tradizionali e vini, nonché a suggerimenti su ristoranti e trattorie che li propongono al pubblico.
- Cicloturismo: si tratta di raccolte di itinerari su due ruote per la bici da strada o la mountain bike.
- Diglielo con un libro: è una collana che raccoglie, su varie tematiche, poesie, pensieri e aforismi di celebri scrittori, poeti e personaggi storici.

### Millennium
Il suo principale prodotto sono calendari illustrati, in genere dedicati a note località turistiche italiane o agli animali domestici.